# 南屯交流道
南屯交流道（因銜接五權西路又俗稱五權西交流道）位於臺灣臺中市南屯區、筏子溪旁，國道一號指標181k處，於2001年1月1日啟用，名稱取自所在地的臺中市南屯區。因臺灣高鐵緊鄰此交流道，將交流道型式設計為三葉型，除由臺中北上方向外均為環道。與臺中交流道、大雅交流道合為臺中市區的三大交流道。
交流道出口分為東西兩側，西側可往臺中工業區、銜接向上路（特三號道路）連接龍井交流道；東側鄰台74線及環中路以及高鐵軌道，可往臺中市南屯區各地。因應臺中縣市合併升格為直轄市，以及讓民眾更清楚下交流道後的道路為何，所以於2021年1月將原出口預告標示「台中｜龍井」改為「五權西路」。
|              | 181 南屯 | 五權西路 |
| 臺中產業園區 | 181 南屯 |          |

## 鄰近公路
- 台74線：南屯二交流道
- 市道136號（五權西路二、三段）
- 市道125號（忠勇路）
- 市道127號（黎明路二段）
- 向上路

## 外部連結
- 國道一號南屯交流道示意圖 （页面存档备份，存于）（交通部高速公路局）